# Johannes-Prassek-Park

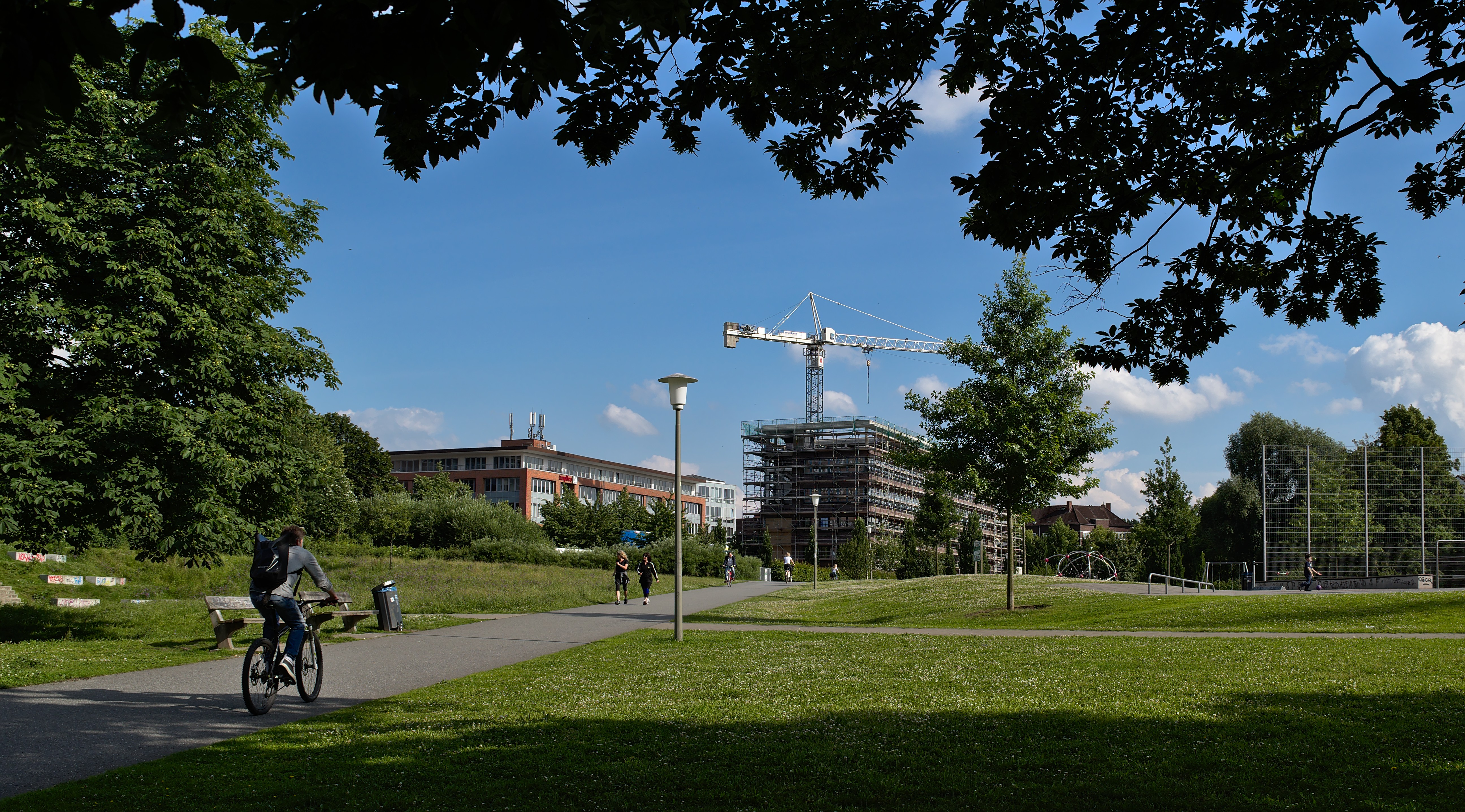
Johannes-Prassek-Park

Der Johannes-Prassek-Park ist ein Park im Hamburger Stadtteil Barmbek-Süd.

## Lage
Der etwa 2 Hektar große Park entstand auf dem Gelände eines früheren Gaswerkes und bildet einen Teil einer Grünverbindung zwischen Barmbek-Süd und dem Hamburger Stadtpark. Er wird in etwa begrenzt durch den Osterbekkanal im Norden, den Bürokomplex AlsterCity im Osten, die Weidestraße im Süden und einige Gewerbebauten im Westen.
Zugänge zum Park bestehen von Süden aus der Weidestraße und von Norden aus der hier autofreien Osterbekstraße. Am Nordende schließt sich seit 2013 die Heinz-Gärtner-Brücke über den Osterbekkanal in die Winterhuder Jarrestadt an. An der Ecke Weidestraße gibt es eine Station von Stadtrad Hamburg.

## Gestaltung

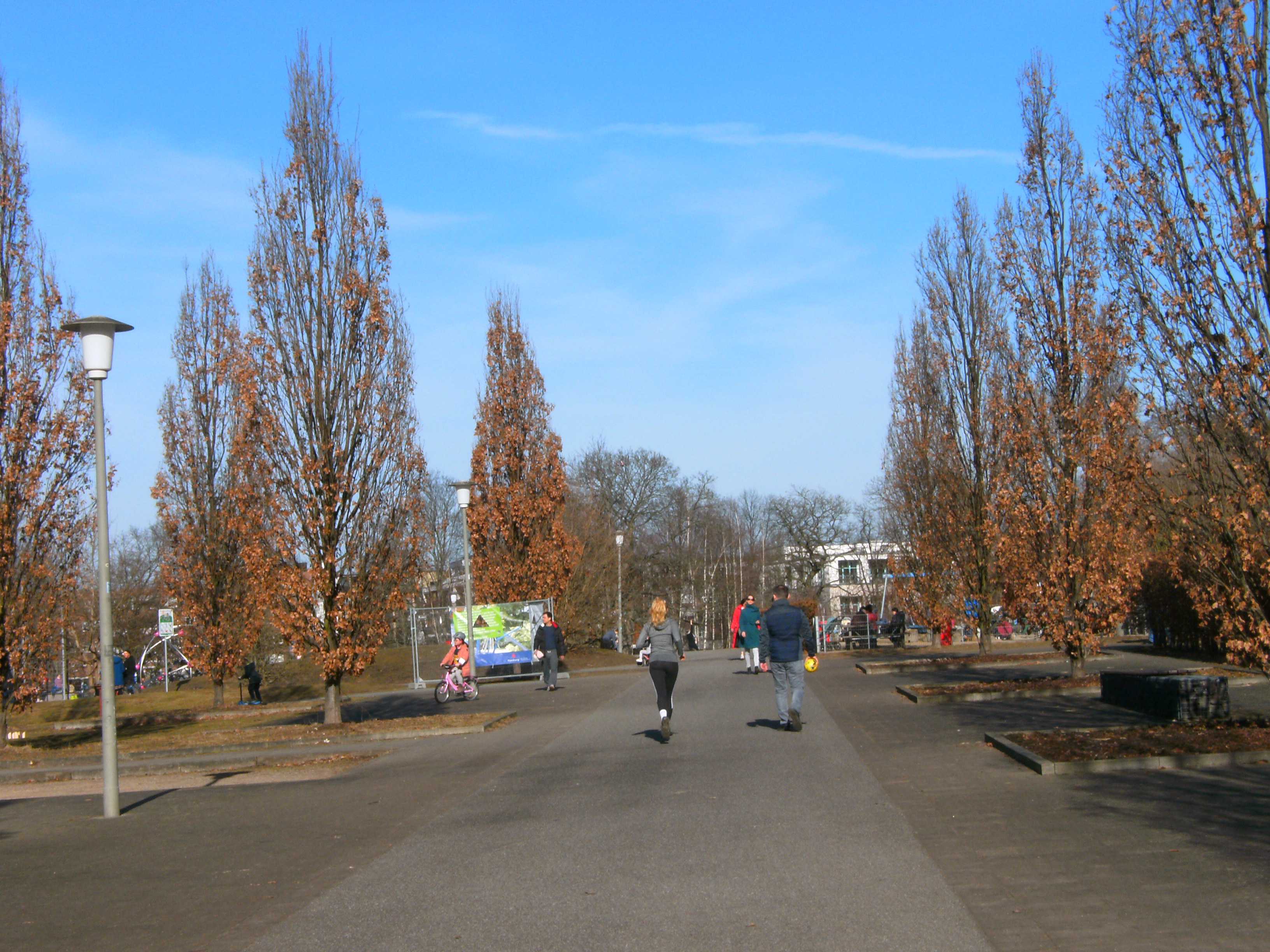
Hamburg, Barmbek-Süd. Johannes-Prassek-Park. Zugang (Allee) von der Weidestraße aus

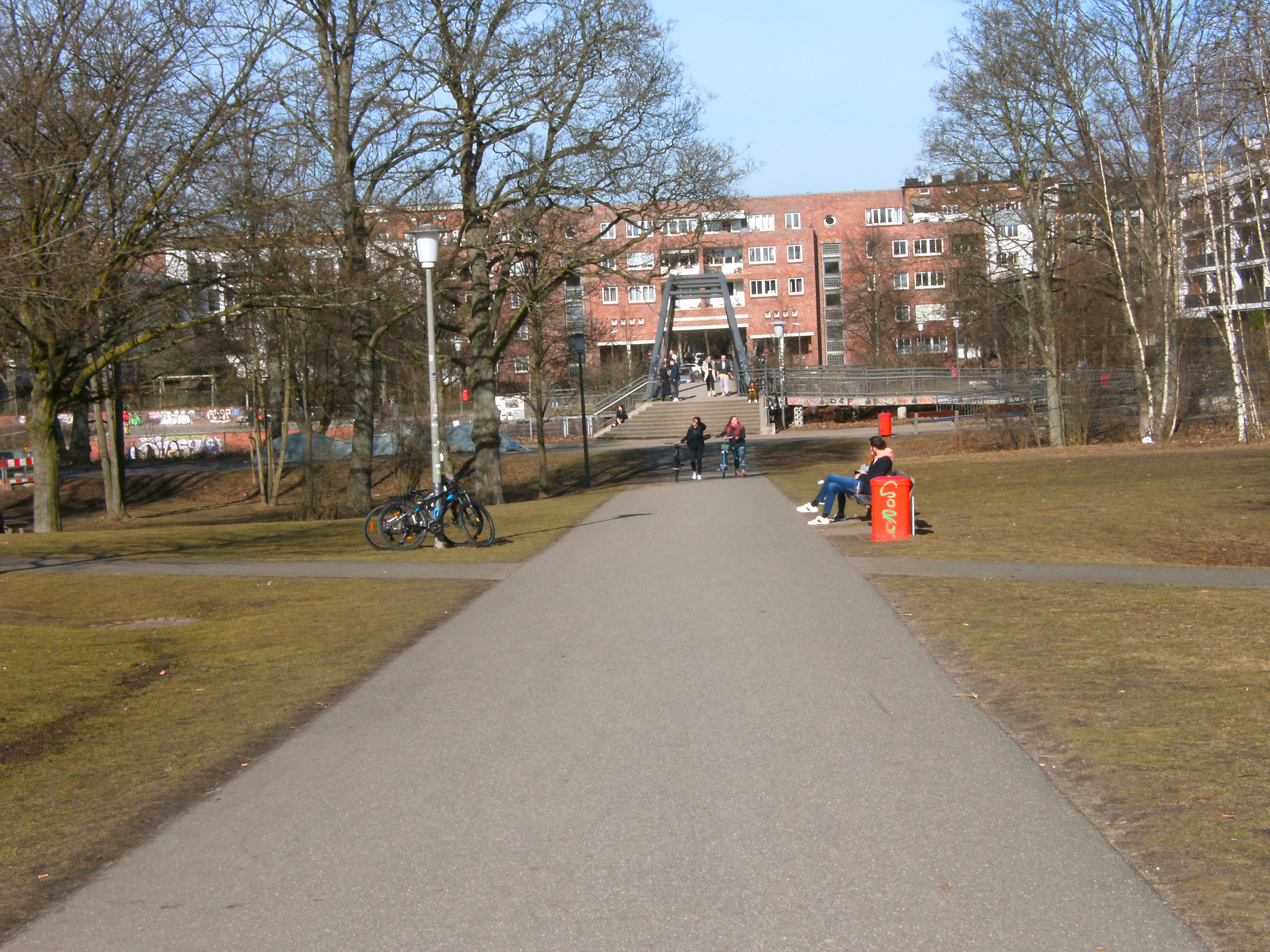
Hamburg, Barmbek-Süd. Johannes-Prassek-Park. Ausgang zum Osterbekkanal und zur Heinz-Gärtner-Brücke

Die Anlage erstreckt sich in Nord-Süd-Richtung auf etwa 300 Meter. In Ost-West-Richtung ist sie im Norden über 100 m breit, am südlichen Ende hingegen nur ein schmaler Platz von weniger als 30 Metern Breite. In Nord-Süd-Richtung durchzieht ein etwa vier Meter breiter Weg als Hauptachse den Park. Er wird umsäumt im Südteil von einer platzartigen Struktur, in der Mitte von mehreren kleineren Spiel- und Bolzplätzen und am Nordende von einer großen Wiese mit Baumbeständen.

## Gedenken an Johannes Prassek und Heinz Gärtner

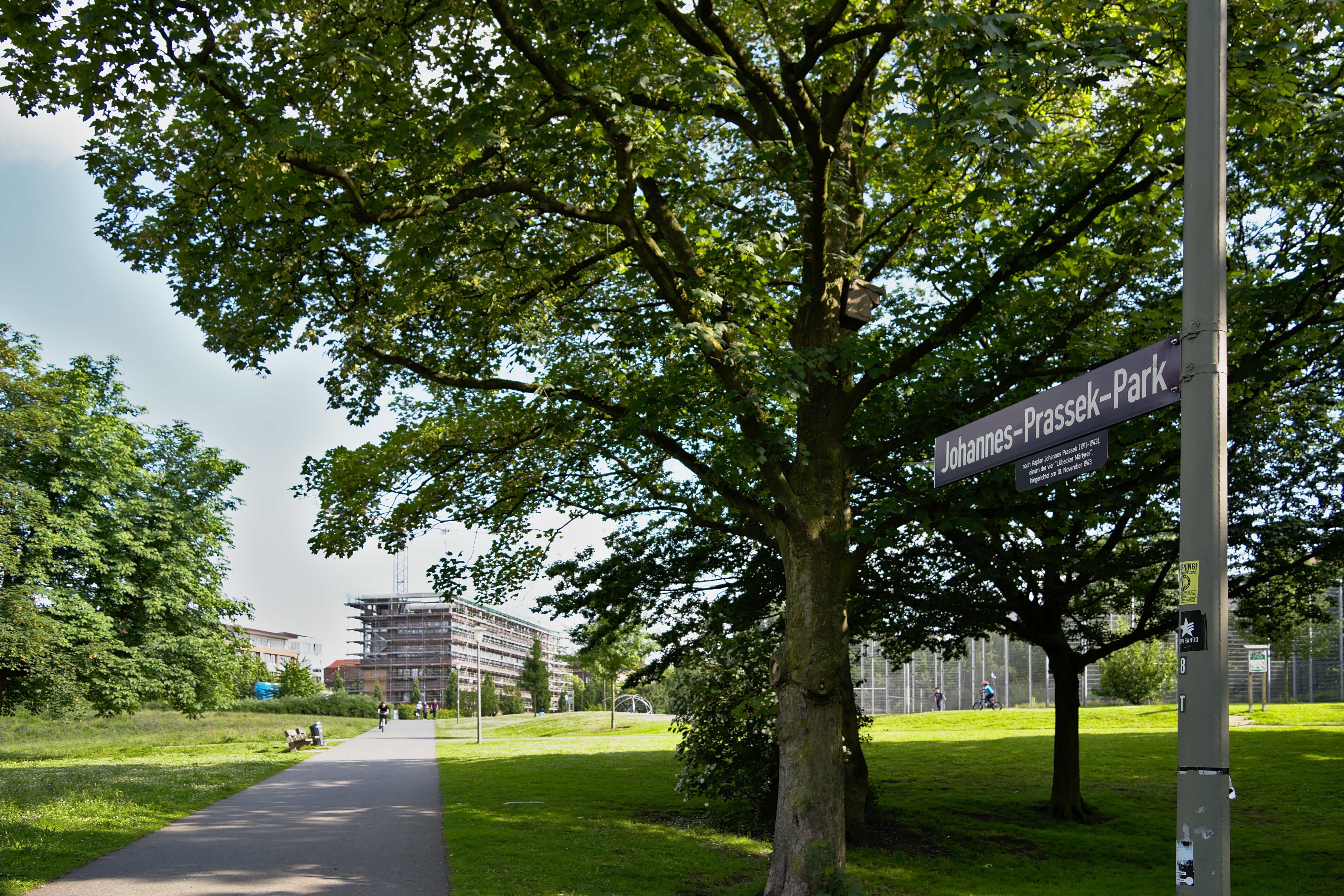
Johannes-Prassek-Park, Barmbek-Süd, Hamburg. Schild bei der Heinz-Gärtner-Brücke, Blick aus Nordwest

Der Johannes-Prassek-Park wurde im Juni 2011 eingeweiht. Er ist benannt nach einem der vier Lübecker Märtyrer, Johannes Prassek, der 1911 in Barmbek geboren wurde und Schüler der Sophienkirche war. Die Brücke über den Osterbekkanal wurde 2013 angelegt und nach dem sozialdemokratischen Widerstandskämpfer und SPD-Funktionär Heinz Gärtner (1916–2001) aus Winterhude benannt.

## Entstehung
Eine Parkanlage an dieser Stelle war bereits spätestens 1994 vorgesehen. Sie sollte Ausgleich für die „massive Bebauung“ des benachbarten Grundstücks durch den bis zu 17-stöckigen Bürokomplex Alster City des Bauunternehmers Helmut Greve sein.
Die Realisierung verzögerte sich jedoch auch aufgrund langwieriger Verhandlungen mit Greve, dem die Fläche des Parks in den 1990er Jahren gehörte. Die Stadt Hamburg vereinbarte einen Flächentausch: Das Gelände des heutigen Johannes-Prassek-Parks wurde gegen städtisches Bauland getauscht. Zum Ausgleich für den höheren Wert des Baulandes sollte der Unternehmer die Kosten der Anlage von Park und Heinz-Gärtner-Brücke übernehmen. Über die genaue Ausgestaltung der Vereinbarung kam es anschließend zu einem Streit, der zu langjährigem Stillstand führte.